# بيرل ثوسي
بيرل ثوسي هي ممثلة من جنوب أفريقيا ولدت في 13 مايو 1988.